# Battaglia di Tabaruzaka
La battaglia di Tabaruzaka (田原坂の戦い?, Tabaruzaka no Tatakai) fu combattuta tra il 3 e il 20 marzo 1877 tra le truppe dell'esercito imperiale giapponese e i samurai ribelli del dominio di Satsuma. Fu il secondo scontro armato della ribellione di Satsuma.
I samurai, impegnati nell'assedio del castello di Kumamoto, dovettero affrontare la controffensiva imperiale, venendo impegnati per tutto marzo in sanguinosi combattimenti negli impervi dintorni di Kumamoto. Fiaccati dai continui assalti imperiali, i samurai si ritirarono infine dall'intera prefettura di Kumamoto, portando al fallimento dell'offensiva ribelle e all'inizio della repressione della rivolta.

## Antefatti
I samurai, insoddisfatti delle riforme introdotte in Giappone durante il rinnovamento Meiji, si ribellarono nel 1877 dando il via alla rivolta di Satsuma. Il loro capo, Saigō Takamori, ottenne rapidamente il controllo del dominio di Satsuma e di buona parte dell'isola di Kyūshū, e decise quindi di marciare contro Tokyo e destituire il governo centrale nipponico.
Per farlo tuttavia doveva conquistare l'importante caposaldo costituito dalla città di Kumamoto e dal locale castello, saldamente in mano degli imperiali. Aspettandosi una resa della fortezza, Saigō fu invece sorpreso dal rifiuto dei difensori di venire a patti e fu quindi impegnato da febbraio nel lungo assedio del castello di Kumamoto, che si protrasse per quasi due mesi e rallentò notevolmente l'offensiva dei samurai.
Il governo, viste le difficoltà dei ribelli, preparò velocemente la controffensiva, mobilitando buona parte delle truppe dell'esercito imperiale giapponese e della forza di polizia giapponese, che al comando dei capaci generali Arisugawa Taruhito e Yamagata Aritomo e del primo ispettore Sagawa Kanbei marciarono sul Kyūshū per soccorrere il castello assediato.

## La battaglia
Saigō, tentando di prendere il castello di Kumamoto per fame, lo isolò completamente dal mondo esterno, e per meglio difendersi dalla rappresaglia imperiale aveva piazzato buona parte delle sue forze a difesa di alcuni punti nevralgici attorno alla città, soprattutto passi montani e sentieri boschivi. La linea difensiva dei samurai era quindi estesa per quasi una decina di chilometri, dal villaggio di Tabaruzaka (che diede il nome alla battaglia) al litorale sul mare di Ariake.
All'inizio di marzo gli imperiali raggiunsero le posizioni ribelli, cominciando ad assaltarle con decisione. A causa del terreno impervio l'attacco imperiale non ebbe inizialmente successo, e i samurai opposero un'accanita resistenza ricorrendo spesso alla guerriglia, agevolati dall'ambiente di difficile penetrazione per un esercito regolare.
A circa metà marzo ebbero luogo piogge torrenziali, che danneggiarono gli antiquati fucili dei ribelli, per la maggior parte moschetti assortiti, impedendo così loro una difesa altrettanto efficace delle proprie posizioni. Intravedendo la giusta occasione, l'esercito imperiale andò nuovamente all'assalto, impegnandosi in violentissimi combattimenti all'arma bianca che videro infine i ribelli sconfitti. I samurai lentamente cominciarono a ripiegare verso Kumamoto, lasciando sul campo migliaia di morti e feriti. Anche gli imperiali avevano avuto un numero paragonabile di perdite (circa 4000), segno della violenza degli scontri.

## Conseguenze
La sconfitta di Tabaruzaka fu determinante per le sorti della rivolta di Satsuma. I samurai, avendo perso il controllo dei dintorni di Kumamoto, furono presto costretti a ritirarsi e ad abbandonare l'assedio, permettendo così agli imperiali di riguadagnare un controllo parziale del Kyūshū. I regolari cominciarono così un inseguimento serrato dell'esercito ribelle, che vide ridursi drasticamente le proprie dimensioni nel giro di pochi mesi.
Il 24 settembre gli ultimi ribelli, arroccati a Kagoshima, furono annientati nella battaglia di Shiroyama, che pose fine alla ribellione di Satsuma e alla millenaria storia dei samurai, che da quel momento scomparvero.